# Justin Bieber
Justin Drew Bieber (ur. 1 marca 1994 w London) – kanadyjski piosenkarz popowy, tancerz, autor tekstów piosenek, aktor, multiinstrumentalista, filantrop i przedsiębiorca.
W 2008 został dostrzeżony za pośrednictwem serwisu internetowego YouTube przez Scootera Brauna, który następnie objął funkcję jego menedżera. Braun zaaranżował spotkanie Biebera z Usherem, a krótko po tym Justin związał się z Raymond Braun Media Group (RBMG), czyli joint venture pomiędzy Braunem i Usherem, by następnie podpisać kontrakt płytowy z wytwórnią Island Records, zaoferowany przez L.A. Reida. Zadebiutował w maju 2009 singlem „One Time”, który promował debiutancki minialbum pt. My World z 2009. Epka uzyskała status platynowej płyty za sprzedaż powyżej miliona egzemplarzy na terenie Stanów Zjednoczonych, a Bieber stał się pierwszym artystą w historii, którego siedem piosenek z debiutanckiego wydawnictwa było notowanych na liście Billboard Hot 100. W marcu 2010 wydał debiutancki album studyjny pt. My World 2.0, z którym uplasował się na szczycie notowań w Stanach Zjednoczonych, Kanadzie, Australii i kilku innych państw. Płytę promował singlem „Baby”; do 24 listopada 2012 wideoklip do „Baby” był najczęściej wyświetlanym i najczęściej komentowanym filmem w historii serwisu YouTube (rekord został pobity przez teledysk koreańskiego wokalisty PSY – „Gangnam Style”). Po wydaniu My World 2.0 wyruszył w pierwszą trasę koncertową – My World Tour, wydał dwa albumy z remiksami (My Worlds Acoustic i Never Say Never – The Remixes) oraz wystąpił w koncertowo-biograficznym filmie Justin Bieber: Never Say Never. W listopadzie 2011 wydał świąteczny album studyjny pt. Under the Mistletoe, z którym zadebiutował na pierwszym miejscu Billboard 200. Czwarty album studyjny Biebera pt. Purpose wydany w listopadzie 2015 zadebiutował na 1. miejscu najlepiej sprzedających się płyt listy Billboard 200.
Laureat American Music Award, Nagrody Grammy, Brit Awards 2016 oraz Billboard Music Award. W czerwcu 2011 magazyn „Forbes” umieścił Biebera na 2. miejscu listy najlepiej opłacanych postaci show-biznesu poniżej 30 roku życia; w okresie 12 miesięcy zarobił on 53 mln dolarów. Bieber był jednocześnie najmłodszą osobą, a zarazem jednym z zaledwie 7 muzyków w zestawieniu. Z kolei w 2012 „Forbes” wyróżnił go na 3. pozycji zestawienia najbardziej wpływowych postaci show-biznesu, z rocznym dochodem w wysokości 55 milionów dolarów.

## Wczesne lata
Urodził się 1 marca 1994 w kanadyjskim mieście London w prowincji Ontario, zaś dzieciństwo spędził w Stratford, również w prowincji Ontario. Matka Biebera, Patricia Lynn „Pattie” Mallette w momencie jego narodzin miała 19 lat, a syna wychowywała z pomocą swoich rodziców, Bruce’a i Diane. Mallette, samotna matka, wykonywała nisko opłacane prace biurowe; Justin utrzymywał kontakt ze swoim ojcem, Jeremym Jackiem Bieberem, który posiadał własną rodzinę: żonę i dwójkę dzieci. Bieber uczęszczał do dwujęzycznej (angielsko-francuskiej) szkoły katolickiej Jeanne Sauvé w Stratford.
W dzieciństwie interesował się hokejem, piłką nożną i szachami, nie ujawniając większości muzycznych aspiracji. Dorastając, opanował naukę gry na fortepianie, perkusji, gitarze i trąbce. W 2007 wziął udział w lokalnym konkursie wokalnym, na którym zajął drugie miejsce po zaśpiewaniu piosenki Ne-Yo „So Sick”. Jego matka opublikowała wideo z tego występu w Internecie, by rodzina i przyjaciele mogli je zobaczyć. Następnie kontynuowała umieszczanie w serwisie YouTube filmów, na których syn wykonywał covery różnych piosenek R&B, rozsławiając nastolatka wśród internetowej społeczności. Chris Hicks, odpowiedzialny za A&R w Island/Def Jam, wytłumaczył powód rosnącej wówczas popularności Biebera słowami:
„Robił coś innego. Był atrakcyjnym, białym dzieciakiem śpiewającym pełne emocji hity R&B. To odróżniało go od pozostałych, bo nikt nie nagrywał tego typu coverów. Jednak równie ważnym czynnikiem było to, że wierzyłeś tym piosenkom – ich wykonania były prawdziwe. Dlatego chciałeś usłyszeć więcej.”

## Kariera w mediach

### 2008–2010: Początki iMy World

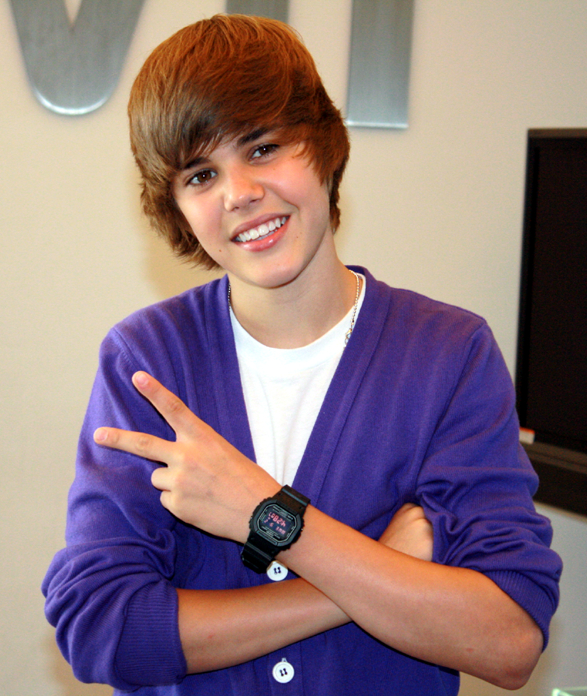
Bieber we wrześniu 2009 w Nintendo World Store

Szukając w Internecie filmiku konkretnego artysty, Scooter Braun, były dyrektor marketingowy So So Def, przez przypadek kliknął na jeden z klipów Biebera z 2007. Pozostając pod wrażeniem tego wykonania, Braun zlokalizował teatr, w którym odbywał się konkurs, następnie znalazł adres jego szkoły, by w końcu nawiązać kontakt z Mallette. Jego matka, jak sama przyznała, początkowo nieprzychylnie odebrała postać Brauna ze względu na to, iż był on Żydem, jednak ostatecznie wyraziła zgodę, aby Braun zabrał trzynastoletniego wówczas Justina do Atlanty, gdzie miał nagrać swoje pierwsze materiały demo. Tydzień po przylocie do Stanów Zjednoczonych, Bieber uczestniczył w spotkaniu z Usherem, prezentując swoje wokalne możliwości. Krótko po tym, Bieber związał się z Raymond Braun Media Group (RBMG), czyli joint venture pomiędzy Braunem i Usherem. Muzyczną opiekę nad początkującym Justinem chciał również przejąć Justin Timberlake, jednak ostatecznie przegrał tę „walkę” na rzecz Ushera. Usher pomógł w znalezieniu odpowiedniej wytwórni płytowej dla Biebera, organizując przesłuchanie przed Antonio L.A. Reidem z Island Def Jam Music Group. W następstwie, Bieber podpisał kontrakt z wytwórnią Island Records w październiku 2008. W tamtym okresie Justin wraz z matką przeprowadzili się do Atlanty, by tam rejestrować materiał, a także na bieżąco konsultować się z Braunem, który objął funkcję menedżera Biebera.
Pierwszy singel Biebera, „One Time”, został wysłany do stacji radiowych, gdy sam wokalista był w trakcie nagrywania swojego debiutanckiego albumu. Piosenka uplasowała się na 12. pozycji notowania Canadian Hot 100, a także dotarła do 17. miejsca Billboard Hot 100. Ostatecznie, singel uzyskał status platyny w Stanach Zjednoczonych i w Kanadzie, a także status złoty w Australii i Nowej Zelandii. Debiutanckie wydawnictwo Biebera, minialbum My World, ukazało się 17 listopada 2009. Poza „One Time”, z płyty pochodził singel „One Less Lonely Girl”, a także dwa single promocyjne: „Love Me” i „Favorite Girl”. My World uzyskał status platynowego albumu w Kanadzie i Stanach Zjednoczonych. Bieber promował płytę w kilku programach telewizyjnych, a w tym m.in. w: The Today Show, The Ellen DeGeneres Show, Good Morning America, Chelsea Lately oraz 106 & Park. Pod koniec 2009 pojawił się gościnnie w jednym z odcinków serialu komediowego True Jackson.
W 2009, podczas specjalnego, dorocznego koncertu Christmas in Washington, wykonał utwór „Someday at Christmas” Steviego Wondera przed amerykańską parą prezydencką, czyli prezydentem Barackiem Obamą i pierwszą damą Michelle Obamą. 31 stycznia 2010 był jednym z prezenterów podczas 52. ceremonii rozdania nagród Grammy. Był również jednym z wokalistów, którzy nagrali remake utworu „We Are the World” w 25. rocznicę jego powstania, by wesprzeć ofiary trzęsienia ziemi na Haiti z 2010. W marcu 2010 premierę miała wersja piosenki „Wavin’ Flag” K’naana, którą nagrała grupa młodych kanadyjskich artystów „Young Artists for Haiti”, wśród których znalazł się m.in. Bieber.

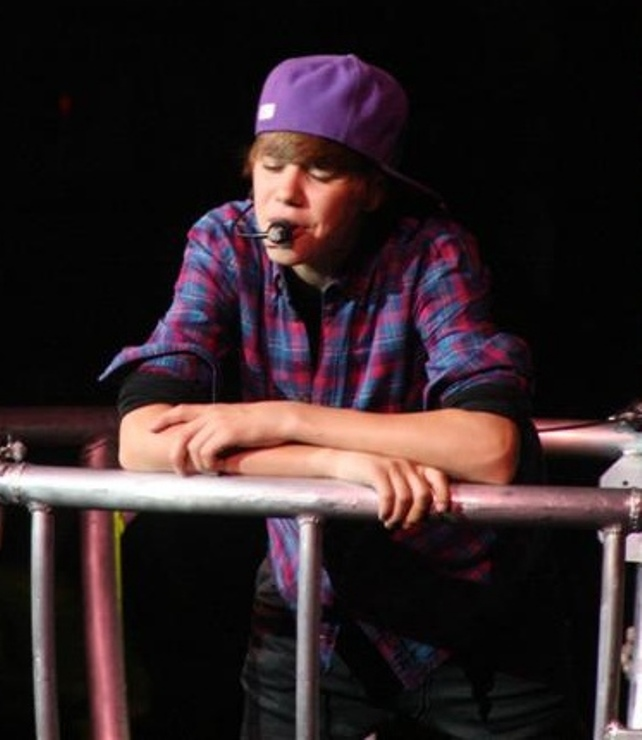
Justin Bieber podczas koncertu w Conseco Fieldhouse, sierpień 2010

W styczniu 2010 wydał piosenkę „Baby”, będącą głównym singlem z jego debiutanckiego albumu studyjnego, zatytułowanego My World 2.0. Utwór uplasował się na 5. miejscu Billboard Hot 100. Według bazy Metacritic, album uzyskał „generalnie pozytywne oceny” od krytyków muzycznych. My World 2.0 zadebiutował na szczycie Billboard 200, czyniąc Biebera najmłodszym artystą, który zajął 1. miejsce tejże listy od czasu Steviego Wondera w 1963. Płyta uplasowała się ponadto na pierwszych miejscach notowań w Kanadzie, Irlandii, Australii i Nowej Zelandii. Na My World 2.0 znalazł się między innymi utwór „Eenie Meenie”, nagrany wspólnie z Seanem Kingstonem. Promując album, Bieber wystąpił w kilku programach telewizyjnych, włączając w to The View, 106 and Park i Late Show with David Letterman, a także wystąpił na gali Kids Choice Awards. 10 kwietnia 2010 był muzycznym gościem w programie Saturday Night Live. W tym samym miesiącu premierę miał drugi singel z My World 2.0, „Somebody to Love”; jednocześnie opublikowany został oficjalny remiks tego utworu, nagrany z udziałem mentora Justina – Ushera. 23 czerwca wyruszył w swoją pierwszą trasę koncertową, My World Tour, promującą albumy My World i My World 2.0. W lipcu ogłoszono, że był najczęściej wyszukiwaną postacią w Internecie. W tym samym miesiącu jego wideoklip do piosenki „Baby” wyprzedził „Bad Romance” Lady Gagi i stał się najczęściej oglądanym oraz najczęściej komentowanym filmem w historii YouTube. We wrześniu 2010 poinformowano natomiast, że 3% postów w serwisie Twitter poświęconych było Justinowi Bieberowi.
4 lipca 2010 zaśpiewał w Nowym Jorku podczas dorocznego pokazu fajerwerków organizowanego przez Macy’s. Również w lipcu rozpoczął pracę nad materiałem na swój drugi album studyjny w Nowym Jorku. Swoje zaangażowanie w produkcję albumu wyraził wówczas Taio Cruz. Bieber pojawił się gościnnie w premierowym odcinku 11. serii serialu telewizyjnego CSI: Kryminalne zagadki Las Vegas, wyemitowanym 23 września 2010; zagrał on ponadto w 15. odcinku tej serii, w którym jego postać została uśmiercona. 12 września Bieber wykonał miks utworów „U Smile”, „Baby” oraz „Somebody to Love” na gali MTV Video Music Awards 2010. W październiku 2010 przyznał, że planuje wydać album akustyczny, My Worlds Acoustic. Płyta ukazała się w Stanach Zjednoczonych w Czarny Piątek i zawierała akustyczne wersje piosenek z wcześniejszych wydawnictw Biebera, a także nowy utwór – „Pray”.

### 2011:Never Say NeveriUnder the Mistletoe

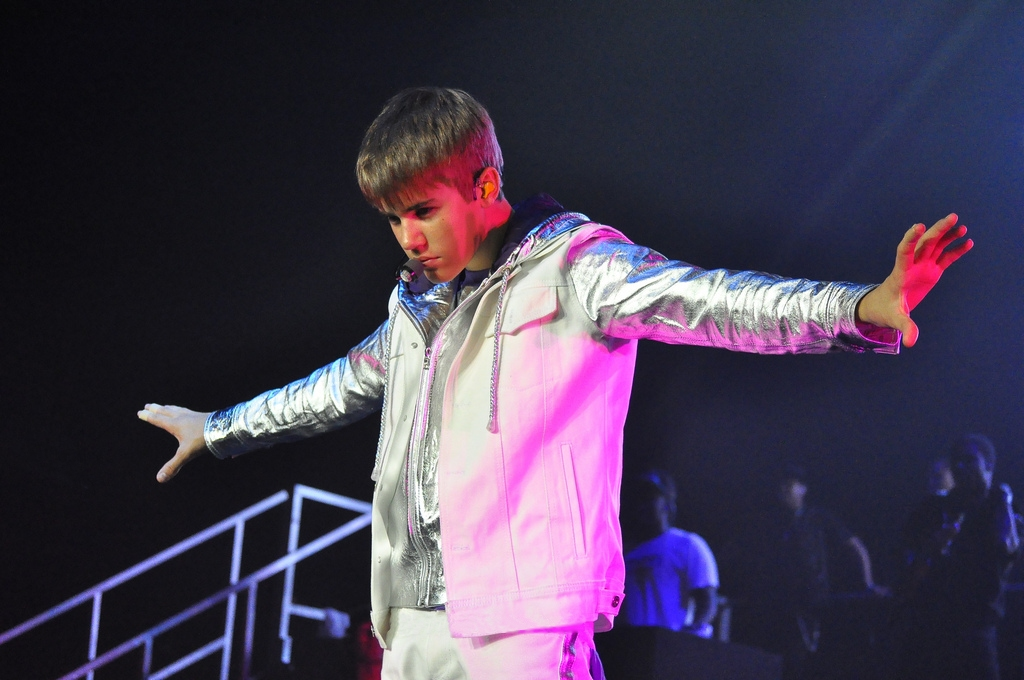
Bieber podczas koncertu w Dżakarcie, w ramach trasy My World Tour, kwiecień 2011

11 lutego 2011 premierę miał biograficzno-koncertowy film w reżyserii Jon Chu Justin Bieber: Never Say Never, poświęcony Bieberowi. Pierwszego dnia wyświetlania przyniósł dochód w wysokości 12,4 mln dolarów, zaś po pierwszym weekendzie jego zarobek wynosił 30,3 mln dolarów. Produkcja zadebiutowała na 2. miejscu amerykańskiego box-office’u. Obraz niemalże wyrównał rekord dla najbardziej kasowego otwarcia dokumentu muzycznego, który w 2008 ustanowił film koncertowy Hannah Montana & Miley Cyrus: Best of Both Worlds Concert. Obrazowi towarzyszył drugi album z remiksami w karierze Biebera, Never Say Never – The Remixes, wydany 14 lutego 2011. Na płycie znalazły się remiksy utworów z debiutanckiej płyty wokalisty, z gościnnym udziałem innych artystów, a w tym Miley Cyrus, Chrisa Browna i Kanye Westa.
Drugi album studyjny Biebera, złożony ze świątecznych piosenek Under the Mistletoe, miał premierę 1 listopada 2011. Płyta zadebiutowała na szczycie Billboard 200, rozchodząc się w pierwszym tygodniu w 210 tys. egzemplarzy na terenie Stanów Zjednoczonych.

### 2012–2014:Believe

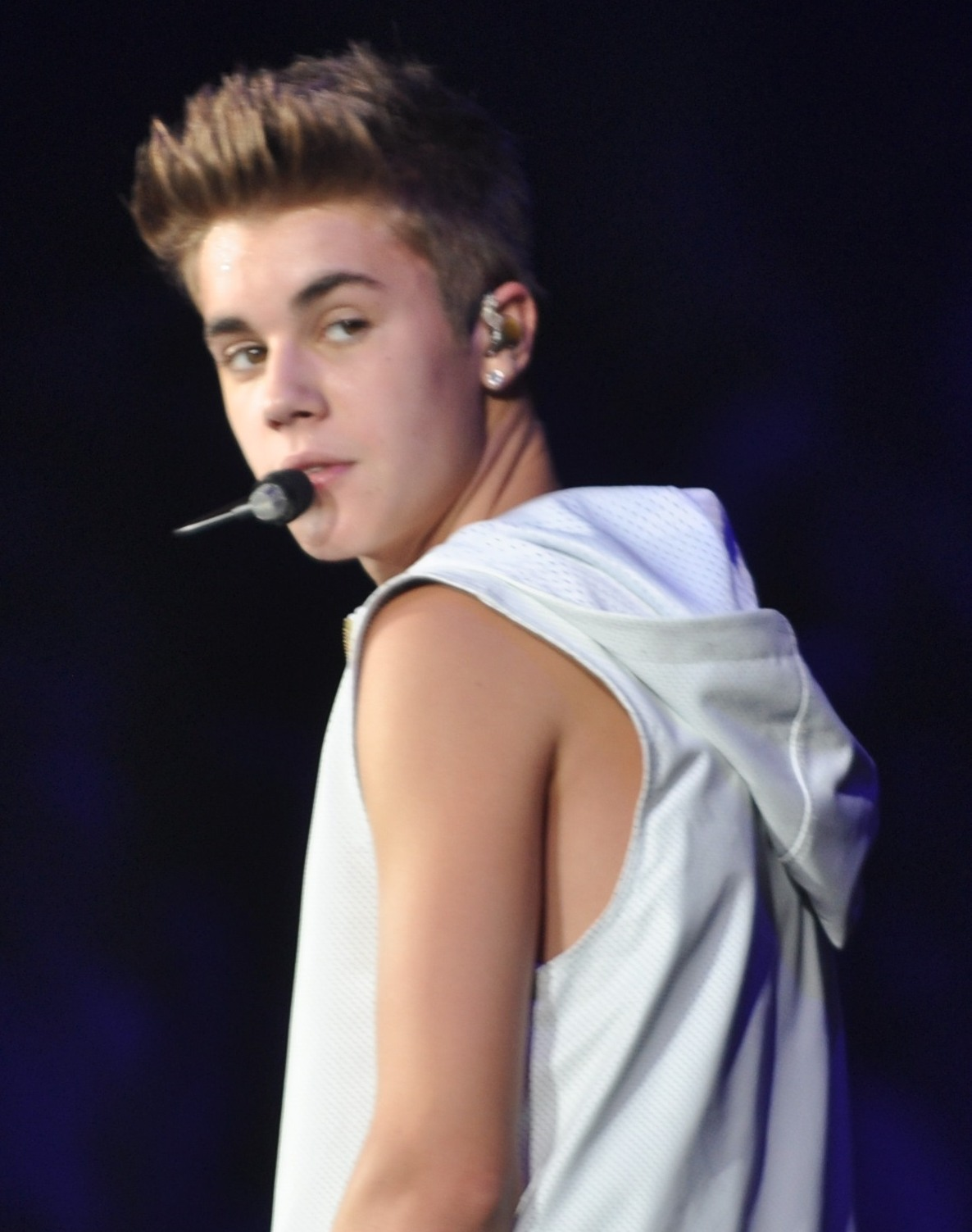
Justin Bieber na koncercie podczas trasy Believe Tour, 2012

11 grudnia 2011 Bieber był głównym artystą dorocznego koncertu Christmas in Washington; gości honorowych stanowiła, jak zawsze, między innymi para prezydencka Stanów Zjednoczonych. Pod koniec 2011 rozpoczął pracę nad swoim trzecim albumem studyjnym, zatytułowanym Believe, na którym gościnnie pojawili się między innymi Kanye West i Drake. 28 lutego premierę miał utwór „Live My Life” formacji Far East Movement, nagrany z udziałem Justina.
W lutym 2012 ogłosił, że pierwszy singel z jego nowego albumu studyjnego ukaże się w marcu 2012. Następnie, podczas wizyty w programie The Ellen DeGeneres Show, doprecyzował, że singel „Boyfriend” zostanie wydany 26 marca 2012. Współautorem utworu był wokalista Mike Posner. Z kolei w maju premierę miał drugi singel z Believe, „Die in Your Arms”. 25 marca 2013 po raz pierwszy wystąpił w Polsce, dając koncert w łódzkiej Atlas Arenie w ramach trasy koncertowej Believe Tour.

### 2015–2017:Purpose
Na gali rozdania nagród MTV Video Music Awards 2015 w Los Angeles wykonał utwór „What Do You Mean?”, którym zapowiadał kolejny album. Drugim promocyjnym singlem został utwór „Sorry”. 25 października 2015 podczas ceremonii rozdania Europejskich Nagród Muzycznych MTV (ang. EMA) w Mediolanie, Justin Bieber otrzymał pięć statuetek w kategoriach: najlepszy wokalista, najlepszy artysta z Ameryki Północnej, najlepszy image, najlepsza współpraca oraz najwięksi fani, pokonując w ostatniej kategorii m.in. One Direction. Na początku listopada 2015 ukazał się trzeci singiel „I’ll Show You”, do którego klip nagrano na Islandii. 13 listopada wydał czwarty album studyjny pt. Purpose, który zadebiutował na pierwszym miejscu listy Billboard 200.
15 lutego 2016 Bieber odebrał po raz pierwszy w swej karierze statuetkę Grammy 2015, w kategorii Najlepsze nagranie dance za singiel „Where Are Ü Now”, stworzony ze Skrillexem i Diplo. Dziewięć dni później odebrał w O2 Arena nagrodę Brit Awards 2016 w kategorii najlepszy wokalista zagraniczny. W czerwcu opublikował deledysk do czwartego singla z albumu Purpose, czyli utwór „Company”. Miesiąc później ukazała się piosenka DJ Snake „Let Me Love You”, w której zaśpiewał Bieber. 11 listopada 2016 wokalista po raz drugi wystąpił w Polsce w hali Tauron Arena w Krakowie, w ramach trasy Purpose World Tour.
W 2017 wraz z DJ Khaledem oraz udziałem m.in. Lil Wayne’a nagrał utwór „I’m the One”, którego premiera miała miejsce w kwietniu. 8 czerwca wydał singiel „2U”, który nagrał w kooperacji z Davidem Guettą. W teledysku do piosenki wystąpiły modelki Victoria’s Secret.

### Od 2019:Changes, Justice i Swag
25 marca 2019 roku Bieber ogłosił na Instagramie, że zrobi sobie przerwę od muzyki, aby naprawić „głęboko zakorzenione problemy”, z którymi się od dłuższego czasu boryka. Pół roku później, w grudniu ogłosił, że wyda swój piąty album studyjny i wyruszy w promocyjną trasę koncertową w 2020 roku. Pierwszy singiel z nowego wydawnictwa „Yummy” został wydany 3 stycznia 2020 roku. Utwór zadebiutował na 2. miejscu notowania Billboard Hot 100. 31 grudnia 2019 roku Bieber pojawił się również zwiastun zapowiadający jego 10-odcinkowy serial dokumentalny YouTube Justin Bieber: Seasons, który był emitowany od 27 stycznia 2020 roku. Podczas występu w programie The Ellen DeGeneres Show w styczniu 2020 roku Bieber potwierdził ostatecznie datę wydania swojego piątego albumu studyjnego, Changes na 14 lutego 2020 roku. Krążek zadebiutował na szczycie notowania Billboard 200, stając się jego siódmym albumem numer jeden w Stanach Zjednoczonych. Płyta była promowana jeszcze dwoma singlami „Interntions” oraz „Forever”.
8 maja 2020 roku amerykańska piosenkarka Ariana Grande i Bieber wydali singiel „Stuck with U”, który znalazł się na szczycie listy Billboard Hot 100. 18 września 2020 roku ukazała się kolaboracja z raperem Chance the Rapper pod tytułem „Holly”, którą Bieber nazwał początkiem swojej nowej ery. Niecały miesiąc później, 15 października został wydany kolejny singel „Lonely”, który został nagrany z gościnnym udziałem Benny’ego Blanco. Bieber zaśpiewał wspólnie z Shawnem Mendesem w utworze Monster”, który promował jego album pt. Wonder.
26 lutego 2021 roku Bieber ogłosił, że jego szósty album studyjny Justice zostanie wydany 19 marca 2021 roku. 
10 lipca 2025 roku, pojawiły się billboardy ze słowem "SWAG" w Los Angeles i Reykjavík. Na innym billboardzie na Times Square na Manhattanie, na których była 20-piosenkowa tracklista siódmego albumu studyjnego Justina Biebera Swag, który został wydany następnego dnia, czyli 11 lipca 2025 roku, nakładem Def Jam Recordings. 

## Wizerunek
Jeszcze przed wylotem do Atlanty, Braun chciał „wzmocnić markę Justina w YouTube”; w tym celu Bieber nagrywał kolejne domowe filmiki, na których śpiewał covery znanych piosenek. Ponadto Justin utworzył konto w serwisie Twitter, by tam na bieżąco utrzymywać kontakt z fanami. W listopadzie 2010 jego profil obserwowało 6 milionów fanów; od tego czasu, każdego dnia, liczba „śledzących” zwiększała się średnio o następne 24 tysiące osób. Pod koniec grudnia 2011 jego profil obserwowało niespełna 16 milionów osób. Według Jana Hoffmana z The New York Times, popularność wokalisty wynika w dużej mierze z jego kanału w serwisie YouTube; na długo przed premierą minialbumu My World, internetowe widea Justina notowały miliony odsłon. W 2011 brytyjski The Observer opublikował raport mówiący, że Justin Bieber jest postacią bardziej wpływową w sferze sieci społecznej niż Barack Obama lub Dalajlama.
Usher skomentował fakt, że zarówno on, jak i Justin rozpoczęli karierę w tym samym wieku: „Miałem szansę dojrzeć do mojego sukcesu, podczas gdy w przypadku Biebera wszystko stało się nagle”. W wyniku tego, jak przyznał, sam Usher, Braun, ochroniarz Justina – Kenny, a także inne osoby z otoczenia wokalisty, cały czas uczą go, jak radzić sobie ze sławą i wizerunkiem publicznym. Po zawarciu kontraktu z Bieberem, Usher zatrudnił jednego ze swoich byłych asystentów, Ryana Gooda, by ten pełnił rolę menedżera trasy i stylisty Justina. To on odpowiedzialny był za wykreowanie początkowego wizerunku Biebera, kojarzonego z czapkami bejsbolowymi, bluzami i wysokimi butami. Amy Kaufman z The Los Angeles Times skomentował: „Choć to produkt klasy średniej z przedmieść Stratford w Ontario, styl ubioru i mowy Biebera („Wassup man, how you doin’?” lub „It’s like, you know, whateva'”) sugeruje, że naśladuje on swoich ulubionych raperów”.
Bieber określony został przez media mianem „skradacza serc nastolatek”. Sygnował kolekcję lakierów do paznokci, w celu podniesienia świadomości co do aktywności w zakresie działalności charytatywnej. Figury woskowe wokalisty znajdują się w muzeach Madame Tussaud w Nowym Jorku, Londynie i Amsterdamie. Zmiana fryzury przez Biebera w 2010 wymusiła konieczność przeprowadzenia poprawek w produktach powiązanych z wokalistą. To z kolei zostało przez część odbiorców nazwane „najdroższą fryzurą świata muzycznego wszech czasów”; jedna z firm wydała w sezonie świątecznym 2011 ponad 100 tysięcy dolarów na zmianę wizerunku Biebera w swoich produktach.

### Zmiana wizerunku i działalność przestępcza

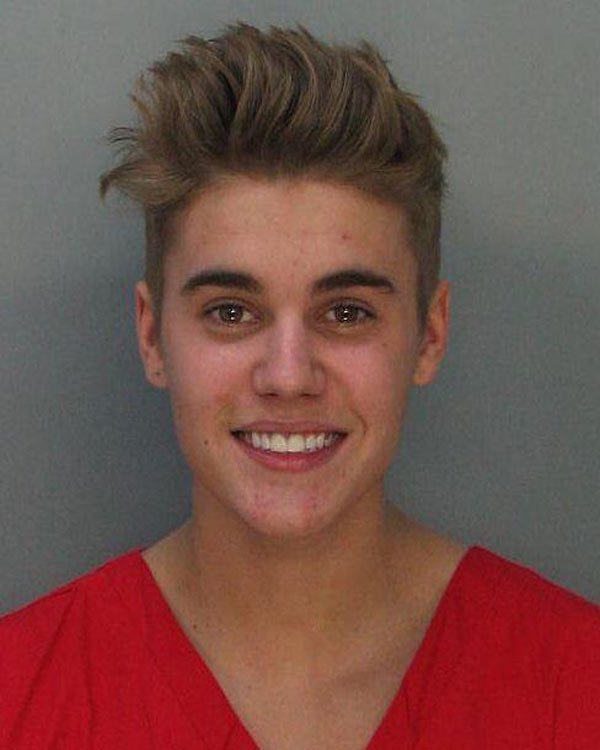
Justin Bieber, zdjęcie policyjne, styczeń 2014 r.

Justin Bieber zerwał ze swoim wizerunkiem grzecznego chłopca, korzystając z usług prostytutek, a także za sprawą posiadania narkotyków. Za obrzucenie domu sąsiada jajkami został ukarany dwoma latami w więzieniu z zawieszeniem oraz poniesieniem kosztów odszkodowania w wysokości 80,9 tys. dolarów. Został aresztowany w styczniu 2014 za prowadzenie samochodu pod wpływem alkoholu podczas nielegalnych wyścigów na terenie miasta. Został również aresztowany za niebezpieczną jazdę quadem, uderzenie pojazdem w minivana i spowodowanie bójki, a następnie trafił do szpitala ze skręconym nadgarstkiem.

### Krytyka
Według The Daily Telegraph, Bieber spotkał się z krytyką ze względu na to, jakoby miał „brzmieć i wyglądać młodziej, niż w rzeczywistości”; krytykowana była również jego teen-popowa muzyka, wizerunek, a także duża uwaga, którą darzyły go media. Wokalista był częstym tematem internetowych postów, zwłaszcza ze strony użytkowników serwisów 4chan i YouTube.

## Życie prywatne
Od 2010 do 2014 roku z przerwami Bieber spotykał się z piosenkarką i aktorką Seleną Gomez. W lipcu 2018 zaręczył się z modelką Hailey Baldwin (z którą spotykał się od 2015), a 23 listopada tego samego roku wziął ślub. 23 sierpnia 2024 urodził się ich syn Jack Blues Bieber.
Jest właścicielem domu w Beverly Hills, apartamentu w Nowym Jorku oraz rezydencji w Los Angeles. Wśród muzycznych idoli wymienia: Mariah Carey, Michaela Jacksona oraz Boyz II Men.

### Problemy zdrowotne
W 2019 wyznał, że cierpi na zaburzenia depresyjne. W czerwcu 2022 na portalu Instagram ogłosił, że choruje na zespół Ramsaya Hunta, mając część sparaliżowanej twarzy.

### Działalność biznesowa
W 2019 stworzył markę ubrań o nazwie Drew House.

### Poglądy religijne
W młodości Bieber uczęszczał do katolickiej podstawówki. Jego matka Pattiene w młodości była zaangażowana w ruch Toronto Blessing, na które to spotkania Patiene zabierała młodego Justina. Matka wokalisty podczas nabożeństw tego ruchu oddała swoje życie Jezusowi, rodząc się na nowo. Wokalista razem z ojcem, wytatuowali sobie tatuaże wyrażające ich oddanie Jezusowi. W 2014 roku, Bieber przyjął świadomie chrzest w kościele nurtu zielonoświątkowego. Chrztu udzielił, mu pastor Carl Lenz z denominacji Hillsong, po tym jak piosenkarz narodził się na nowo. Od 2021 roku, gwiazdor uczęszcza na nabożeństwa do bezdenominacyjnego kościoła ewangelicznego o nazwie "Chrome Church".

## Dyskografia

### Albumy studyjne
| Rok  | Tytuł albumu        |
| ---- | ------------------- |
| 2010 | My World 2.0        |
| 2011 | Under the Mistletoe |
| 2012 | Believe             |
| 2015 | Purpose             |
| 2020 | Changes             |
| 2021 | Justice             |
| 2025 | Swag                |

## Trasy koncertowe
| Rok       | Tytuł trasy        |
| --------- | ------------------ |
| 2010–2011 | My World Tour      |
| 2012–2013 | Believe Tour       |
| 2016–2017 | Purpose World Tour |

## Filmografia
| Rok  | Tytuł                             | Rola           | Informacje                                                                                              |
| ---- | --------------------------------- | -------------- | --- |
| 2009 | True Jackson                      | on sam         | udział gościnny                                                                                         |
| 2010 | School Gyrls                      | on sam         | cameo                                                                                                   |
| 2010 | Saturday Night Live               | gość/wykonawca | seria 35., odcinek 18.                                                                                  |
| 2010 | CSI: Kryminalne zagadki Las Vegas | Jason McCann   | odcinek: „Shock Waves” (seria 11., odcinek 1.) odcinek: „Targets of Obsession” (seria 11., odcinek 15.) |
| 2011 | Dom nie do poznania               | on sam         | udział gościnny                                                                                         |
| 2011 | Saturday Night Live               | on sam         | seria 36., odcinek 14.                                                                                  |
| 2011 | Justin Bieber: Never Say Never    | on sam         | film koncertowo-biograficzny                                                                            |
| 2011 | Z innej beczki                    | on sam         | |
| 2012 | Faceci w czerni III               | Baby Alien     | cameo                                                                                                   |
| 2013 | Justin Bieber’s Believe           | on sam         | film biograficzny                                                                                       |
| 2016 | Zoolander 2                       | on sam         | cameo                                                                                                   |